# Port Huron (Michigan)
Port Huron város az USA Michigan államában, St. Clair megyében, melynek megyeszékhelye is. Lakosainak száma 28 983 fő (2020. április 1.).

## Népesség
A település népességének változása:
| Lakosok száma | 4371 | 30 184 | 28 983 |
|               | 1860 | 2010   | 2020   |